# Linda Perry
Linda Perry (Springfield, Massachusetts; 15 de abril de 1965) es una músico, cantante de rock, escritora y productora musical estadounidense.
Perry formó dos compañías discográficas y se convirtió en una de las empresarias más importantes de la industria musical, responsable de éxitos de cantantes como Gwen Stefani, Pink y Christina Aguilera. Perry, también, ha contribuido en álbumes de estudio de las cantantes Courtney Love y Kelly Osbourne, aunque recientemente haya concluido los contratos con ellas respectivamente. Su sello discográfico Rockstar Records, en alianza con Interscope Records, distribuyen a artistas como James Blunt.

## Inicios
Linda Perry nació el 15 de abril de 1965 en Massachusetts. De padre portugués y madre brasileña. Desde joven mostró interés en la música. Durante su adolescencia tuvo problemas de drogadicción. Intentó conformar varias bandas en San Diego (California), pero no dio resultado. A finales de los años 1980 se mudó a San Francisco, donde entró en una clínica de rehabilitación y decidió crear y manejar su propia carrera, recibiendo clases para mejorar su voz. Finalmente empezó a cantar en bares, clubs y cafeterías de la ciudad.

## Carrera musical

### Carrera con 4 Non Blondes
En 1990 conoció a Christa Hillhouse, quien le pidió que entrara en su grupo 4 Non Blondes para que participara como cantante y compositora. Varios años después, firmó un contrato con la discográfica Interscope Records y lanzaron su primer álbum, llamado Bigger, Better, Faster, More!, obteniendo gran reconocimiento por el sencillo "What's Up?".
La banda se disolvió en 1995, debido a que Perry quería cantar otros géneros musicales, mientras que sus compañeras querían seguir con el estilo que estaban llevando.

### Carrera como solista
Más tarde, en 1996, lanzó su primer álbum de estudio como solista, titulado In Flight. El material discográfico no fue muy exitoso, aunque Perry había hecho un gran número de espectáculos y giras, además de presentarse en el show de Howard Stern. En 1997 y 1998 fue la anfitriona de Bay Area Music Awards.
En 1997, lanzó un nuevo proyecto de producción, estando a cargo de la comedia Pink as The Day She Was Born. Ese mismo año, Perry fundó la compañía discográfica Rockstar Records. La empresa fue idealizada en poder lanzar al mercado un álbum de una banda, la cual ella admiraba, llamada Stone Fox. De igual forma, asesoró y comercializó la música de la banda Lane Blacktop.
Varios años después, en 1999, Perry lanzó, bajo su sello discográfico, un segundo álbum de estudio como solista, llamado After Hours. En 2001 y debido al fracaso de su producción anterior, decidió crear un nuevo álbum con alguna discográfica conocida. Su siguiente material discográfico fue con la cantante Pink, quien obtuvo su ayuda en un álbum de estudio, M!ssundaztood. Si no hubiera colaborado en este álbum, jamás habría trabajado con Christina Aguilera en su segundo disco de estudio. De ese modo, escribió dos canciones llamadas "Beautiful" y "Cruz". La cantante fue hasta la discográfica RCA y allí la contrataron como compositora para Sony BMG. Las dos canciones fueron elegidas para formar parte del álbum Stripped de Christina Aguilera. Debido al éxito de "Beautiful" y su aceptación crítica, la compañía discográfica Universal Music Group la volvió a buscar por medio de Interscope, y recibió un nuevo contrato con ésta. Actualmente, se encuentra componiendo y produciendo en las dos compañías discográficas. 
Eventualmente, colaboró con los dos proyectos solistas de la cantante estadounidense Gwen Stefani (Love. Angel. Music. Baby. y The Sweet Escape). 
Finalmente, regresó al trabajo con Christina Aguilera y compuso junto a ella más de 5 canciones, haciendo un disco propio que fue lanzado como el Disc 2, Old School del álbum de estudio doble Back to Basics.
En 2010, trabajó de nuevo con Christina Aguilera en el álbum Bionic, componiendo el tema Lift Me Up, el cual fue utilizado en el evento Hope For Haiti a principios del 2010 para ayudar a los damnificados de Haití. Además en ese mismo año trabajó con la cantante, modelo y actriz, Sky Ferreira en el álbum debut de la misma "As If!", las canciones compuestas por Perry no fueron seleccionadas para el álbum formato EP, pues serán integradas en la versión de estudio, la cual podría ser lanzada en el primer semestre de 2012.

### Producciones notables
- 1994. "What's Up" (Primer sencillo de la banda 4 NON BLONDES)
- 2001. "Get the Party Started" - M!ssundaztood de Pink
- 2002. "Beautiful" - Stripped de Christina Aguilera
- 2004. "What You Waiting For?" - Love. Angel. Music. Baby. de Gwen Stefani
- 2004. "Mono" - America's Sweetheart de Courtney Love
- 2005. "One Word" - Sleeping in the Nothing de Kelly Osbourne
- 2006. "Hurt" - Back to Basics de Christina Aguilera
- 2007. "Wonderful Life" - The Sweet Escape de Gwen Stefani
- 2007. "Superwoman - As I Am de Alicia Keys
- 2008. "My love" - Taking Chances de Céline Dion
- 2008. "Il Cuore Assente" - Gaetana de Giusy Ferreri
- 2010. "Lift Me Up" - Bionic de Christina Aguilera
- 2010. "Letter to God" - Nobody's Daughter de Hole
- 2011-12 "Put Your Hearts Up" - Ariana Grande
- 2015. "Hands Of Love" - Miley Cyrus
- 2015. "Can't Let Go" - Adele

## Discografía

### In Flight
Interscope Records (16 de septiembre de 1996), publicación propia.
In Flight es el primer álbum solista publicado en 1996 por la productora y cantante Linda Perry.
Lista de temas:
1. "In My Dreams" – 5:26
2. "Freeway" – 5:54
3. "Uninvited" – 4:24
4. "Success" (Bill Bottrell, Perry) – 5:25
5. "Life In A Bottle" – 4:21
6. "Fill Me Up" – 5:00
7. "Knock Me Out" (Perry, Marty Wilson Piper, Grace Slick) – 6:50
8. "Too Deep" – 5:37
9. "Taken" – 3:38
10. "Fruitloop Daydream" (Perry, Bottrell, Brian MacLeod, Kevin Gilbert, Dan Schwartz) – 3:15
11. "Machine Man" (Perry, MacLeod, Gilbert, Schwartz) – 3:20
12. "In Flight" – 5:03

### After Hours
Rockstar Records (20 de febrero de 1999)
After Hours es el segundo álbum solista publicado en 1999 por la productora y cantante Linda Perry.
Lista de temas:
- Todos los temas escritos por Linda Perry excepto los apuntados.

1. "The Garden" – 4:42
2. "Jackie" – 5:13
3. "Sunny April Afternoon" – 4:03
4. "Lost Command" (Perry, Brian MacLeod, Paul Ill) – 5:12
5. "Get It While You Can" – 4:31
6. "Bang the Drum" – 4:01
7. "Some Days Never End" – 3:32
8. "New Dawn" – 5:16
9. "Fly Away" (Perry, D.C. Collard, Ill) – 5:44
10. "Let Me Ride" – 3:50
11. "The Cows Come Home" – 4:58
12. "Carry On" – 3:58

### In Flight
Republicado en el 2005 por Custard Records y Kill Rock Stars.